# Комар, Владимир Леонович
Владимир Леонович Комар (род. 24 апреля 1964 Слобода-Болеховская) — украинский историк, доктор исторических наук, профессор. Обстоятельный специалист по вопросу польского прометеизма. Заведующий кафедрой истории Центральной и Восточной Европы ПНУ имени Василия Стефаника (с 2006 г.)

## Биография
Владимир Леонович Комар родился 24 апреля 1964 г. в селе Слобода-Болеховская Ивано-Франковской области УССР (ныне Украина). Успешно окончил восьмилетнюю школу в 1979 г., после чего завершил обучение во Львовском техникуме промышленной автоматики в 1983 г. С 1985 по 1987 год проходил строковую службу в Советской армии. Поступил в Ивано-Франковский государственный педагогический институт им. В. Стефаника который окончил в 1992 г., поступил в аспирантуру в университете Прикарпатья имени Василия Стефаника в 1997 г. Кандидатскую диссертацию на тему: «Украинский вопрос в национальной политике Польши (1935—1939 гг.)» защитил в 1998 г.
Работал в национальном университете Прикарпатья имени Василия Стефаника лаборантом позже ассистентом и старшим преподавателем впоследствии доцентом кафедры истории славян, начальником отдела научной и учебно-методической деятельности университета. Докторскую диссертацию по теме: «Концепция прометеизма в политике Польши (1921—1939 гг.)» защитил в 2011 г. по специальности 07.00.02 — всемирная история.
В 2002 г. получил аттестат доцента, а в 2012 г. — профессора по кафедре истории славян. Дважды, начиная с 2006 г., успешно избирался на должность заведующего кафедрой истории славян, которую возглавляет и поныне (15 марта 2021 г. кафедра была переименована в кафедру истории Центральной и Восточной Европы и специальных отраслей исторической науки). Автор более 120 научных работ опубликованных в Украине и ряде европейских стран, таких как: Англии, Литве, Польше и Турции. Участник более 100 международных и всеукраинских научных форумов: конгрессов, симпозиумов, конференций вебинаров.
Член редколлегий украинских и зарубежных научных журналов. Владимир Леонович — член специализированных ученых советов по защите диссертаций в Украине. Также профессор Комар входит в состав Комиссии НАН Украины по изучению украино-польских исторических и культурных связей. Прошла научная стажировка в Украине и за рубежом — в ведущих заведениях Европы, в частности: Ягеллонском и Варшавском университетах, а также Литературно-научном институте и Польской библиотеке в Париже.
Сфера научных интересов: история Польши, политическая мысль и межнациональные отношения в Польше 1918—1939 гг., украинско-польские отношения, проблематика украинско-польских отношений с 1919 по 1945 гг.

## Награды
Благодарность Министерства Образования Украины 